# آندرس تور
 آندرس تور (سوئدی: Anders Thor؛ زاده ۴ دسامبر ۱۹۳۵ درگذشته ۷ آوریل ۲۰۱۲) یک دانشمند در زمینه مهندسی برق اهل سوئد بود. 